# Suspensão (pena canônica católica)
Suspensão (em latim: Suspensio) no direito canônico católico é uma censura ou punição, pela qual um sacerdote ou clérigo é privado, total ou parcialmente, do uso do direito de ordenar ou de exercer um cargo, ou de qualquer benefício.
Quando uma suspensão "proíbe o exercício de todo ato de poder de ordem obtido por ordens sagradas ou por privilégio", essa suspensão é chamada de " suspensão a divinis ".
Quando a suspensão é total, o clérigo fica privado do exercício de todas as funções e de todos os ritos eclesiásticos. Os principais motivos pelos quais a suspensão é incorrida na disciplina atual da Igreja são encontrados nos Decretos do Concílio de Trento.

## Suspensões notáveis
- Marco Bisceglia. Suspenso em 1975 por realizar uma bênção de casal católico gay. O casal não era real. Bisceglia foi abordado por dois jornalistas de direita do Il Borghese, se passando por um casal gay.[3]